# Тамбей (река)
Тамбей  — река в России, протекает по Ямало-Ненецкому АО. Длина реки составляет 181 км. Площадь водосборного бассейна — 4100 км². 
Река вытекает из небольшого безымянного озера на севере полуострова Ямал на высоте более 26 м над уровнем моря. В верховьях преимущественно течёт на север; перед впадением реки Нянзъяха поворачивает на восток и далее — на юго-восток. В среднем течении берега местами обрывистые. Активно меандрирует. Принимает сток от многочисленных некрупных озёр своего бассейна. Впадает с запада несколькими рукавами в Обскую губу в 30 км к северу от устья реки Сабетаяха. Устье заболочено. Перед устьем ширина реки достигает 250 м, а глубина — 4 м. Скорость течения в низовьях — 0,3 м/с.

## Основные притоки
Указаны поименованные притоки длиной 30 км и более .
| Название             | Расстояние от устья | Длина | Положение |
| -------------------- | ------------------- | ----- | --------- |
| Едъяха (Хунгхобаяха) | 40                  | 88    | левый     |
| Манияха              | 45                  | 36    | правый    |
| Тирвыяха             | 48,2                | 132   | правый    |
| Салямлекабтамбада    | 48,9                | 44    | правый    |
| Нгэвалыяха           | 70                  | 85    | левый     |
| Сюретаяха            | 82                  | 47    | правый    |
| Нгояха               | 86                  | 48    | правый    |
| Марнгэваяха          | 88                  | 41    | левый     |
| Пинсявыяха           | 98                  | 67    | левый     |
| Халятосё             | 103                 | 64    | левый     |
| Нянзъяха             | 113                 | 49    | левый     |

## Данные водного реестра
По данным государственного водного реестра России относится к Нижнеобскому бассейновому округу, водохозяйственный участок — реки западного участка бассейна Обской губы, речной подбассейн реки — Обь ниже впадения Северной Сосьвы. Речной бассейн реки — (Нижняя) Обь от впадения Иртыша.
Код объекта в государственном водном реестре — 15020300312115300043327.